# BRD Năstase Țiriac Trophy 2016
BRD Năstase Țiriac Trophy 2016 byl tenisový turnaj pořádaný jako součást mužského okruhu ATP World Tour, který se hrál v městském tenisovém areálu na otevřených antukových dvorcích. Konal se mezi 18. až 24. dubnem 2016 v rumunské metropoli Bukurešti jako dvacátý čtvrtý ročník turnaje.
Turnaj s rozpočtem 520 070 eur a odměnami hráčům 463 520 eur patřil do kategorie ATP Tour 250. Nejvýše nasazeným hráčem ve dvouhře se stal dvacátý první hráč světa Bernard Tomic z Austrálie. Jako poslední přímý účastník hlavní singlové soutěže nastoupil 93. bosenský hráč žebříčku Damir Džumhur.
Obě finále byla pro déšť přeložena z neděle na pondělí. Sedmý singlový titul na okruhu ATP Tour připadl Španělovi Fernandu Verdascovi. Deblovou část opanoval favorizovaný rumunský pár Florin Mergea a Horia Tecău.

## Rozdělení bodů a finančních odměn

### Rozdělení bodů
| Soutěž  | vítězové | finalisté | semifinalisté | čtvrtfinalisté | 16 v kole | 32 v kole | Q  | Q3 | Q2 | Q1 |
| ------- | -------- | --------- | ------------- | -------------- | --------- | --------- | -- | -- | -- | -- |
| dvouhra | 250      | 150       | 90            | 45             | 20        | 0         | 12 | 6  | 0  | 0  |
| čtyřhra | 250      | 150       | 90            | 45             | 0         |           |    |    |    |    |

### Finanční odměny
| Soutěž                              | vítězové | finalisté | semifinalisté | čtvrtfinalisté | 16 v kole | 32 v kole | Q | Q2     | Q1     |
| dvouhra                             | €82 450  | €43 430   | €23 525       | €13 400        | €7 900    | €4 680    | — | €2 105 | €1 055 |
| čtyřhra                             | €25 070  | €13 170   | €7 140        | €4 080         | €2 390    | —         | — | —      | —      |
| částka ve čtyřhře je uvedena na pár |          |           |               |                |           |           |   |        |        |

## Mužská dvouhra

### Nasazení
| Stát                          | Hráč                   | ATP | Nasazení |
| ----------------------------- | ---------------------- | --- | -------- |
| Austrálie                     | Bernard Tomic          | 21. | 1.       |
| Chorvatsko                    | Ivo Karlović           | 30. | 2.       |
| Argentina                     | Federico Delbonis      | 36. | 3.       |
| Španělsko                     | Guillermo García-López | 38. | 4.       |
| Kypr                          | Marcos Baghdatis       | 40. | 5.       |
| Argentina                     | Guido Pella            | 47. | 6.       |
| Itálie                        | Paolo Lorenzi          | 53. | 7.       |
| Francie                       | Paul-Henri Mathieu     | 58. | 8.       |
| Žebříček ATP k 11. dubnu 2016 |                        |     |          |

### Jiné formy účasti
Následující hráči obdrželi divokou kartu do hlavní soutěže:
- Marius Copil
- Bernard Tomic
- Adrian Ungur

Následující hráči postoupili z kvalifikace:
- Radu Albot
- Andrea Arnaboldi
- Michael Linzer
- Aldin Šetkić

### Odhlášení
před zahájením turnaje
- Nicolas Mahut → nahradil jej Marco Cecchinato

## Mužská čtyřhra

### Nasazení
| Stát                                                                                   | Hráč            | Stát               | Hráč            | ATP  | Nasazení |
| -------------------------------------------------------------------------------------- | --------------- | ------------------ | --------------- | ---- | -------- |
| Rumunsko                                                                               | Florin Mergea   | Rumunsko           | Horia Tecău     | 17.  | 1.       |
| USA                                                                                    | Eric Butorac    | USA                | Scott Lipsky    | 91.  | 2.       |
| Argentina                                                                              | Guillermo Durán | Argentina          | Máximo González | 103. | 3.       |
| Izrael                                                                                 | Jonatan Erlich  | Spojené království | Colin Fleming   | 110. | 4.       |
| Žebříček ATP k 11. dubnu 2016; číslo je součtem žebříčkového postavení obou členů páru |                 |                    |                 |      |          |

### Jiné formy účasti
Následující páry obdržely divokou kartu do hlavní soutěže:
- Marius Copil /  Adrian Ungur
- Victor Vlad Cornea /  Victor Hănescu

### Odhlášení
v průběhu turnaje
- Federico Delbonis (poranění zad)

## Přehled finále

### Mužská dvouhra
- Fernando Verdasco vs.  Lucas Pouille, 6–3, 6–2

### Mužská čtyřhra
- Florin Mergea /  Horia Tecău vs.  Chris Guccione /  André Sá, 7–5, 6–4